# Mellangölen (Tvings socken, Blekinge, 624852-146998)
Mellangölen är en sjö i Karlskrona kommun i Blekinge och ingår i Nättrabyån-Ronnebyåns kustområde.